# Liesel Westermann
Liesel Westermann, née le 2 novembre 1944 à Sulingen, est une ancienne athlète allemande. 
Licenciée au club de TUS 04 Leverkusen, elle est entraînée par Gerd Osenberg tout en exerçant le métier d'institutrice. 
Aux Jeux olympiques d'été de 1968 à Mexico, elle a remporté l'argent pour l'Allemagne de l'Ouest au lancer du disque.
Elle est élue personnalité sportive allemande de l'année en 1967 et 1969.

## Palmarès

### Jeux olympiques
- Jeux olympiques de 1968 à Mexico ( Mexique)
  -  Médaille d'argent au lancer du disque
- Jeux olympiques de 1972 à Munich ( Allemagne de l'Ouest)
  - 5e au lancer du disque

### Championnats d'Europe d'athlétisme
- Championnats d'Europe d'athlétisme de 1966 à Budapest ( Hongrie)
  -  Médaille d'argent au lancer du disque
- Championnats d'Europe d'athlétisme de 1971 à Helsinki ( Finlande)
  -  Médaille d'argent au lancer du disque
- Championnats d'Europe d'athlétisme de 1974 à Rome ( Italie)
  - 7e au lancer du disque

## Records
- Record du monde du lancer du disque avec 61,26 m le 14 mai 1967 à São Paulo (amélioration du record de Tamara Press, sera battu par Christine Spielberg à Regis-Breitingen le 26 mai 1968)
- Record du monde du lancer du disque avec 62,54 m le 24 juillet 1968 à Werdohl (amélioration du record de Christine Spielberg)
- Record du monde du lancer du disque avec 62,70 m le 18 juin 1969 à Berlin (amélioration de son précédent record)
- Record du monde du lancer du disque avec 63,96 m le 27 septembre 1969 à Hambourg (amélioration de son précédent record, sera battu par Faina Melnik à Helsinki le 12 août 1971)

## Référence
1. ↑  Miroir sprint n°1214, 30 septembre 1969.